# Соєр (округ, Вісконсин)
Шаблон:StateAbbr_ 45°54′ пн. ш. 91°08′ зх. д. / 45.9° пн. ш. 91.14° зх. д.
 Соєр (англ. Sawyer County) — округ (графство) у штаті Вісконсин. Ідентифікатор округу 55113.

## Історія
Округ утворений 1883 року.

## Демографія
За даними перепису
2000 року
загальне населення округу становило 16196 осіб, зокрема міського населення було 0, а сільського — 16196.
Серед них чоловіків — 8169, а жінок — 8027. В окрузі було 6640 домогосподарств, 4581 родин, які мешкали в 13722 будинках.
Середній розмір родини становив 2,86.
Віковий розподіл населення поданий у таблиці:
| Стать    | До 15 років | 15-21 | 22-29 | 30-39 | 40-49 | 50-65 | 65-85 | Понад 85 |
| -------- | ----------- | ----- | ----- | ----- | ----- | ----- | ----- | -------- |
| Чоловіки | 1623        | 718   | 530   | 1019  | 1300  | 1599  | 1266  | 114      |
| Жінки    | 1549        | 628   | 520   | 980   | 1220  | 1606  | 1297  | 227      |

## Суміжні округи
- Бейфілд — північ
- Ешленд — північний схід
- Прайс — схід
- Раск — південь
- Беррон — південний захід
- Вошберн — захід
- Дуглас — північний захід

## Виноски
1. ↑  U.S. Decennial Census. United States Census Bureau. Процитовано 9 серпня 2015.
2. ↑  Historical Census Browser. University of Virginia Library. Архів оригіналу за 11 серпня 2012. Процитовано 9 серпня 2015.
3. ↑  Forstall, Richard L., ред. (27 березня 1995). Population of Counties by Decennial Census: 1900 to 1990. United States Census Bureau. Процитовано 9 серпня 2015.
4. ↑  Census 2000 PHC-T-4. Ranking Tables for Counties: 1990 and 2000 (PDF). United States Census Bureau. 2 квітня 2001. Процитовано 9 серпня 2015.
5. ↑  State & County QuickFacts. United States Census Bureau. Архів оригіналу за 6 червня 2011. Процитовано 23 січня 2014. [Архівовано 2011-06-06 у Wayback Machine.](англ.) Наведено за англійською вікіпедією.
6. ↑  American FactFinder. Бюро перепису населення США. Архів оригіналу за 26 лютого 2012. Процитовано 31 січня 2008. [Архівовано 2008-05-21 у Wayback Machine.]

| США | Це незавершена стаття з географії США. Ви можете допомогти проєкту, виправивши або дописавши її. |